# Toni Conceição
António Conceição da Silva Oliveira (Maximinos, Portugal, 6 de diciembre de 1961), más conocido como Toni Conceição, es un exjugador y entrenador de fútbol portugués. Actualmente está sin club.

## Carrera como jugador
Nacido en Maximinos, distrito de Braga, Conceição jugó una década completa como profesional, debutando en la Primeira Liga con el Braga en 1980. En 1984 ayudó al Vizela llega a la máxima categoría por primera vez en la historia del club.
Posteriormente, Conceição regresó al Braga. Allí, disputó 36 encuentros, la mejor marca de su carrera, en la temporada 1987-88, ayudando a su equipo a alcanzar la undécima posición mientras actuaba como capitán.Sus buenas actuaciones le dieron la posibilidad de representar a la selección de Portugal, donde disputó los 90 minutos completos en un amistoso 0-0 contra Suecia en Gotemburgo, el 12 de octubre de 1988.
Conceição fichó por el Porto en el verano de 1989. Después de sólo una aparición competitiva en dos años, se retiró a la edad de 29 años y finalmente regresó a finales de la década al fútbol sala.

## Carrera como entrenador
Conceição inició su carrera como técnico en Braga B, pasando tres temporadas completas en la Tercera División. Asimismo, actuó como interino del primer equipo durante un partido a finales de 2002-03, un empate 2-2 contra el Beira-Mar.En los años siguientes, trabajó con la Associação Naval 1º Maio, Estrela da Amadora, Vitória Setúbaly Trofense, con todos los equipos menos el tercero compitiendo en Segunda Liga y todos consiguiendo el ascenso. 
En enero de 2009 se trasladó al extranjero, siendo nombrado en el CFR Cluj de la Liga I y ganando la Copa de Rumania.Sin embargo, fue despedido meses más tarde a pesar de liderar la tabla después de 15 encuentros.
Tras tres meses al frente del Os Belenenses tras fichar en diciembre de 2009,ganar sólo tres partidos de 16 y sufrir el descenso a la máxima categoría, Conceição regresó a Rumania, donde entrenó al SR Brașov y al Astra Ploiești.
Conceição regresó a su país en octubre de 2012, siendo nombrado en el Braga B que vivía su primera experiencia en la segunda división.Luego dirigió al Moreirense donde obtuvo el ascenso a la Primeira Liga, aunque se marchó luego del final de la campaña.
Posteriormente, fue nombrado entrenador del Olhanense. Aunque se esperaba que ganara el ascenso, fue despedido en octubre de 2014 con el equipo en la mitad inferior de la tabla tras una derrota por 7-0 ante el Porto B.
Tras una etapa en el Al-Faisaly de la Liga Profesional Saudí, regresó a CFR Cluj en diciembre de 2015.El 17 de mayo siguiente, su equipo, formado por sus compatriotas Tiago Lopes, Camora y Vítor Bruno, volvió a ganar la Copa con una victoria en la tanda de penaltis sobre el Dinamo Bucarest.
En marzo de 2017, Conceição fue contratado por el Nea Salamis Famagusta, segundo de la Primera División chipriota.Tres meses después volvió a Portugal para tomar las riendas del Peñafiel de la segunda división,que abandonó el 25 de septiembre de mutuo acuerdo tras dos victorias en siete partidos de Liga y la eliminación de ambas copas.
El 26 de julio de 2018, Conceição inició su tercera etapa en el CFR Cluj.Fue despedido el 19 de febrero de 2019 después de una racha de tres partidos sin ganar, aunque el equipo todavía lideraba el campeonato.
El 21 de septiembre de 2019, Toni sucedió a Clarence Seedorf como entrenador de la selección de Camerún.Los Leones Indomables participaron en la clasificación para la Copa Africana de Naciones 2021 a pesar de tener asegurado un lugar en la fase final como anfitriones.Después de perder en los penaltis ante Egipto en semifinales y luego derrotar a Burkina Faso en el mismo desempate, el equipo terminó tercero.Sin embargo, fue despedido de su cargo el 28 de febrero de 2022.

## Clubes

### Como jugador
| Club    | País     | Año       |
| ------- | -------- | --------- |
| Braga   | Portugal | 1980-1981 |
| Vizela  | Portugal | 1981-1982 |
| Riopele | Portugal | 1982-1983 |
| Vizela  | Portugal | 1983-1985 |
| Braga   | Portugal | 1985-1989 |
| Porto   | Portugal | 1989-1991 |

### Como entrenador
| Club                     | País           | Año       |
| ------------------------ | -------------- | --------- |
| Braga B                  | Portugal       | 1999-2002 |
| Braga (interino)         | Portugal       | 2003      |
| Associação Naval 1º Maio | Portugal       | 2003-2004 |
| Estrela da Amadora       | Portugal       | 2004-2006 |
| Vitória Setúbal          | Portugal       | 2006      |
| Trofense                 | Portugal       | 2007-2008 |
| CFR Cluj                 | Rumania        | 2009      |
| Belenenses               | Portugal       | 2009-2010 |
| SR Brașov                | Rumania        | 2010-2011 |
| Astra Ploiești           | Rumania        | 2012      |
| Braga B                  | Portugal       | 2012-2013 |
| Moreirense               | Portugal       | 2014      |
| Olhanense                | Portugal       | 2014      |
| Al-Faisaly               | Arabia Saudita | 2015      |
| CFR Cluj                 | Rumania        | 2015-2016 |
| Nea Salamina Famagusta   | Chipre         | 2017      |
| Penafiel                 | Portugal       | 2017      |
| CFR Cluj                 | Rumania        | 2018-2019 |
| Selección de Camerún     | Camerún        | 2019-2022 |

## Palmarés

### Como jugador

#### Campeonatos nacionales
| Título        | Club  | País     | Año     |
| ------------- | ----- | -------- | ------- |
| Primeira Liga | Porto | Portugal | 1989-90 |

### Como entrenador

#### Campeonatos nacionales
| Título                       | Club       | País     | Año     |
| ---------------------------- | ---------- | -------- | ------- |
| Segunda División de Portugal | Trofense   | Portugal | 2007-08 |
| Copa de Rumania              | CFR Cluj   | Rumania  | 2008-09 |
| Supercopa de Rumania         | CFR Cluj   | Rumania  | 2009    |
| Liga I                       | CFR Cluj   | Rumania  | 2009-10 |
| Copa de Rumania              | CFR Cluj   | Rumania  | 2009-10 |
| Segunda División de Portugal | Moreirense | Portugal | 2013-14 |
| Copa de Rumania              | CFR Cluj   | Rumania  | 2015-16 |
| Liga I                       | CFR Cluj   | Rumania  | 2018-19 |